# Srijemske Laze
Srijemske Laze is een plaats in de gemeente Stari Jankovci in de Kroatische provincie Vukovar-Srijem. De plaats telt 652 inwoners (2001).